# 카바르디노발카리야의 역사
아래는 카바르디노발카리야 공화국의 역사이다.
카바르다인은 아디게인에서 갈라져 나온 것으로 보이는, 터키계 무슬림이다. 이들은 크리미아한의 지배로부터 벗어나기 위해 1561년 러시아의 이반 4세에게 구원을 요청하여 힘을 빌었고, 오스만 제국과 러시아 사이의 완충지대로서 역할을 하여 1739년에는 중립을 표방하는 국가도 건설하였다. 그러나 1774년에 결국 러시아로 병합되었고 많은 카바르다인들이 오스만 제국의 영토로 이주하였다. 발카르인 역시 크림 타타르에 의해 이슬람으로 개종한 민족집단으로, 카바르다인들의 지배를 받으며 살아오다가, 1827년부터 러시아의 확고한 지배를 받게 되었다. 소련이 성립하면서 1921년에 발카르 자치구와 카바르딘 자치구가 수립되었으며, 1922년에 이들이 통합되어 카바르디노발카르 자치구가 만들어졌다가 곧 자치주로 재구성되었고, 1936년에 자치공화국으로 승격되었다. 발카르인들은 나치 독일과 협력했다는 혐의로 1943년 중앙아시아로 강제이주를 당해 이 지역은 카바르딘 공화국으로 개칭되었다. 1956년 흐루쇼프에 의해 귀향이 허락된 발카르인들이 돌아오자, 다시 카바르디노발카르 공화국으로 개칭되었다.
발카르의 몇몇 지도자들이 1996년에 러시아에 속하는 발카리야 공화국의 성립을 선포했으나 발카르인들의 지지를 그다지 얻지 못하자 곧 이를 취소했다. 그동안, 1991년 12월 31일 카바르디노발카리야 공화국은 주권을 선포했으며, 1995년 연방과 상무 협약을 체결하였다. 2001년 7월 새로운 공화국 헌법을 채택하였는데, 이 헌법은 공화국의 러시아로부터의 독립을 금지하는 내용을 담고 있다.